# Filter
Filter es una banda de rock creada en 1993 por el guitarrista Richard Patrick y Brian Liesegang. Su música actual es, básicamente, metal alternativo y metal con electrónica (metal industrial). En sus inicios, hacían rock industrial y se sentía claramente la influencia de Nine Inch Nails, debido a que Richard Patrick fue guitarrista para NIN durante la gira del álbum Pretty Hate Machine, el sonido de la banda es más oscuro, y en un principio hacían rock industrial; pero con el tiempo, se han alejado de este estilo, apuntando más hacia guitarras pesadas, haciendo metal industrial. 
Brian Liesegang abandonó Filter en 1997, argumentando diferencias creativas con Patrick, desde entonces, el proyecto se compone únicamente por el mismo Richard Patrick, acompañado de músicos itinerantes que, sin embargo,  suelen aparecer en los créditos como miembros de Filter, caso muy similar al de Trent Reznor con Nine Inch Nails.
Algo que distingue a Filter, son sus temas fuertes, aguerridos, con letras un tanto depresivas y furiosas. Por otro lado, la voz rasposa de Richard Patrick, es muy característica e inconfundible.

## Historia

### Formación yShort Bus(1993-1998)
Richard Patrick tocó la guitarra con Nine Inch Nails durante la gira de Pretty Hate Machine y en los vídeos musicales de Broken; dejó la banda mientras que Trent Reznor estaba grabando The Downward Spiral y comenzó un nuevo proyecto de grabación con Brian Liesegang. Le llamaron Filter, firmaron con Reprise Records en 1994 y grabaron su primer álbum, Short Bus, que fue lanzado en el año siguiente. El álbum fue un éxito comercial, e incluía el sencillo "Hey Man Nice Shot". 
En la necesidad de una banda en vivo para recorrer el álbum, Patrick y Liesegang reclutaron a Geno Lenardo en la guitarra, Frank Cavanagh en el bajo y Matt Walker en la batería. Ellos todos, se presentarán más adelante en el vídeo para el segundo sencillo del álbum, "Dose".
Title of Record (1999-2001)
The Amalgamut (2002-2003)
Hiatus y otros proyectos (2003-2007)
Anthems for the Damned (2008-2009)
The Trouble with Angels (2009-2011)
Filter comenzó a trabajar trabajando en un quinto álbum poco después de la publicación de la remezcla y álbumes de grandes éxitos, con Bob Marlette como productor. El álbum, como se ha dicho por Richard Patrick, sería mucho más pesado que Anthems for the Damned y es tener una canción escrita para the amalgamut en él. También afirmó que se está alejando de la política lírica de contenido presente en Himnos para los condenados. Cuando se le preguntó acerca de la dirección de su próxima estilo de música en una entrevista con Suicide Girls el 13 de septiembre de 2008, Patrick dijo: "En realidad las cosas que estoy escribiendo en este momento para un disco que voy a lanzar el próximo año es en realidad mucho más pesada industrial, más electrónico. Hay probablemente no vaya a ser que muchos tambores en vivo en él ". Es importante tener en cuenta que originalmente vio la liberación de este álbum en 2009, mientras que, obviamente, se metió en el 2010.

### The Sun Comes Out Tonight(2012-2013)
Patrick y Jonathan Radtke entraron en el estudio con el productor Bob Marlette en abril de 2012 para trabajar en el sexto álbum de estudio de Filter, titulado The Sun Comes Out Tonight. El primer sencillo del nuevo álbum, "What Do You Say", fue lanzado el 2 de abril de 2013. estaba disponible en el sitio oficial de la banda como una descarga gratuita (por un tiempo limitado) una canción titulada "Odiamos cuando llegue lo que quieres". La pista oficial en bolsa para el álbum fue lanzado el 18 de marzo de 2013. El álbum fue lanzado el 4 de junio de 2013. El bajista Phil Buckman anunció que ha dejado Filter el 1 de octubre de 2013, después de terminar una gira en apoyo de Stone Temple Pilots. Tim Kelleher, exbajista de 30 Seconds to Mars se unió Filter en octubre de 2013.

### Crazy Eyes(2014-presente)
En agosto de 2014, Patrick ha anunciado su intención de trabajar en un séptimo álbum de estudio a finales de 2014. Más tarde reveló que se titulará Crazy Eyes, su objetivo era mantener el tiempo de grabación corto, con el objetivo de lanzar el álbum en 2015. Patrick afirma que planea escribir de nuevo con Radtke, y esta vez también con los miembros de gira Hayden Scott y Tim Kelleher. El 8 de junio de 2014, Patrick anunció a través de Facebook que el exguitarrista de Geno Lenardo se ha extendido una invitación para escribir música con la banda. Patrick más tarde comentó que no estaba seguro si Lenardo sería capaz de comprometerse con las sesiones de grabación formales o no.  Patrick anunció más tarde que iba a ser colabora de nuevo Liesegang, con quien creó Short Bus, y el productor Ben Grosse , que produjo título de The Amalgamut. 
El 18 de diciembre de 2015, Filter declaró a través de Facebook que el álbum sería lanzado el 8 de abril de 2016.

## Miembros

### Actuales
- Richard Patrick – voz, guitarra, bajo, programación, teclados (1993–presente)
- Jonathan Radtke – guitarra solista, coros (2011–2015; 2018-presente)
- Bobby Miller – teclados, guitarra rítmica (2014–presente), bajo (2019-presente)
- Greg Garman - batería (2019-presente)

### Antiguos
- Brian Liesegang – guitarra rítmica, teclados, programación (1993–1997; 2018–2019)
- Matt Walker – batería (1995–1997)
- Geno Lenardo – guitarra solista (1995–2002)
- Frank Cavanagh – bajo, coros (1995–2002)
- Steve Gillis – batería (1999–2002)
- Mitchell Marlow – guitarra solista (2008–2010)
- John Spiker – bajo (2008–2010)
- Mika Fineo – batería (2008–2012)
- Rob Patterson – guitarra solista (2010–2011)
- Phil Buckman – bajo, backing vocals (2010–2013)
- Elias Mallin - batería  (2012-2013)
- Jeff Fabb – batería (2013–2014)
- Tim Kelleher – bajo (2013–2015)
- Oumi Kapila - guitarra solista (2015-2017)
- Chris Reeve - batería (2015-2019)
- Ashley Dzerigian - bajo (2015-2019)

Live and session musicians
- Alan Bailey – guitarra solista (2002)
- John 5 - guitarra solista (2008)
- Josh Freese - batería (2008)
- Yogi Allgood - bajo  (2011-2013)
- Jeff Friedl - batería  (2012-2013)

## Discografía
Álbumes de estudio
- 1995: Short Bus
- 1999: Title of Record
- 2002: The Amalgamut
- 2008: Anthems for the Damned
- 2010: The Trouble with Angels
- 2013: The Sun Comes Out Tonight
- 2016: Crazy Eyes
- 2023: The Algorithm

## Trivia
- Richard Patrick es el hermano del actor Robert Patrick, conocido por personificar al T-1000 en Terminator 2: el juicio final y a John Doggett en The X-Files.

- La canción Captain Bligh hace alusión a los hábitos notoriamente antisociales de Trent Reznor luego de que Richard Patrick abandonara Nine Inch Nails. Vice-Admirante William Bligh también fue capitán del HMAV Bounty, musa inspiradora de Mutiny on the Bounty.

- La canción Take a Picture es acerca de una disputa en un avión en la cual Richard Patrick se desnudó quedando solo con sus boxers, alarmando a los pasajeros. Richard Patrick adjudicó tal comportamiento a su sonambulismo. Algunas letras de esta canción dicen: "I don't believe in privacy" (No creo en la privacidad); "I feel like a new-born" (Me siento como un recién nacido); and "Awake on my airplane" (Despierto en mi aeroplano). "Take a picture" (Saca una foto) es una expresión popular usada por las personas cuando son sorprendidos en situaciones comprometedoras.

- La frase "Hey, Dad, what do you think about your son now?" (Hey, papá ¿qué piensas de tu hijo ahora?) en la canción Take a Picture hace referencia a que el padre de Patrick no creía que su hijo pudiese lograr éxito en el mundo de la música. Su padre siempre trató persuadirlo y encauzarlo en otra dirección.

- La canción "Hey Man Nice Shot" fue utilizada el episodio 6 de la tercera temporada de la serie animada Un Show Más.

- Richard Patrick comenzó una nueva banda, llamada "Army Of Anyone," con Robert y Dean DeLeo de la bandaStone Temple Pilots.

- La canción "Take a Picture" fue utilizada como banda sonora de la película The Girl Next Door.

- Datos: Q750954
- Multimedia: Filter (band) / Q750954